# Mira Kubasińska

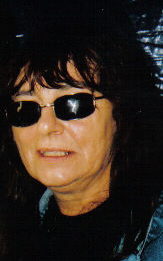
Mira Kubasińska

Mira Kubasińska (* 8. September 1944 in Bodzechów; † 25. Oktober 2005 in Otwock) war eine polnische Bluessängerin.
Mira Kubasińska trat zum ersten Mal als Sängerin im Alter von acht Jahren vor einem größeren Publikum auf. Gemeinsam mit dem Gitarristen Tadeusz Nalepa gründete sie in den 1960er Jahren die Bluesrock-Gruppen Blackout und Breakout. Mit Breakout hatte sie von 1968 bis 1982 ihre größten Erfolge und gehörte zu den wichtigsten Bluesinterpreten der polnischen Musikszene. Nach Auflösung der Band Breakout zog sie sich aus dem Musikleben zurück und trat erst wieder Anfang des 21. Jahrhunderts mit diversen Formationen auf. 2005 starb sie an einem Herzinfarkt.